# Apamea plottneri
Apamea plottneri là một loài bướm đêm trong họ Noctuidae.